# Aylmer (Ontario)
Pour les articles homonymes, voir Aylmer.
Aylmer, Ontario est une ville située dans le comté d'Elgin, dans le Sud de l'Ontario, au Canada, sur la rive nord du lac Érié, sa population en 2006 était de 7 069 habitants. Son maire est actuellement Robert Habkirk.

## Histoire
La ville doit son nom à Matthew Whitworth-Aylmer, qui fut Gouverneur général de l'Amérique du Nord britannique de 1830 à 1835. On la nomme parfois Aylmer West, pour la distinguer d’Aylmer East, Aylmer (Québec). Aylmer fut incorporée en 1887.

## Démographie
| 2001  | 2006  | 2011  | 2016  |
| ----- | ----- | ----- | ----- |
| 7 158 | 7 069 | 7 151 | 7 492 |